# Analyse dispersive en longueur d'onde
 (avril 2014).
L'analyse spectrale d'un rayonnement électromagnétique fait souvent intervenir une dispersion angulaire dépendant de la longueur d'onde ; c'est l'analyse dispersive en longueur d'onde. Pour la lumière visible, il existe deux manières de faire : avec un prisme ou avec un réseau de diffraction optique. Pour les rayons X, cela se fait par diffraction sur un monocristal. La méthode porte alors le nom de spectroscopie de rayons X à dispersion de longueur d'onde (wavelength-dispersive X-ray spectroscopy, WDXS ou WDS, en anglais), et spectroscopie de fluorescence de rayons X à dispersion de longueur d'onde (wavelength dispersive X-ray fluorescence spectroscopy, WDXRF, en anglais) pour l'application en spectrométrie de fluorescence des rayons X.

## Cas de la lumière visible

### Dispersion par un prisme
La vitesse de la lumière dans le verre, dont l'indice de réfraction {\displaystyle n}, dépend de sa longueur d'onde {\displaystyle \lambda }. En conséquence, l'angle de déviation par la réfraction varie lui aussi en fonction de la longueur d'onde. On peut ainsi déterminer le spectre lumineux.

### Dispersion par un réseau
Un réseau est un ensemble de plans qui réfléchissent ou laissent passer le rayonnement électromagnétique. Les rayonnements réfléchis, sous forme d'ondes, interfèrent les uns avec les autres. Dans le cas d'une interférence constructive, lorsque les ondes se superposent, on capte le rayon. Si l'interférence est destructive, alors les ondes ont une amplitude inverse et donc s'annulent. La condition pour que les ondes s'ajoutent dépend de la distance entre les plans, caractéristiques de l'échantillon. Une longueur d'onde donnée va faire des interférences constructives dans plusieurs directions ; ces directions sont appelées « ordre de diffraction ».
Voir l'article détaillé Réseau de diffraction optique.
Spectromètres de type Littrow, le montage de Czerny-Turner.

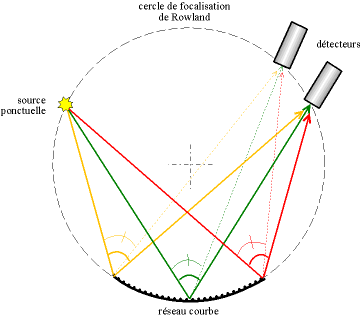

Réseau plan ou courbe (voir Focalisation).

### Méthodes combinées
L'inconvénient du réseau est la présence de plusieurs ordres de diffraction par longueur d'onde ; l'ordre 2 ou 3 d'une longueur d'onde peut se superposer à l'ordre 1 d'une autre longueur d'onde. Pour éviter ce problème, on peut mettre un prisme après le réseau, avec une déviation perpendiculaire à la déviation du réseau (c'est-à-dire une déviation parallèle aux traits du réseau). On peut ainsi séparer les différents ordres.

## Cas des rayons X

### Principe

Séparation des longueurs d'onde de rayon X par diffraction sur un cristal

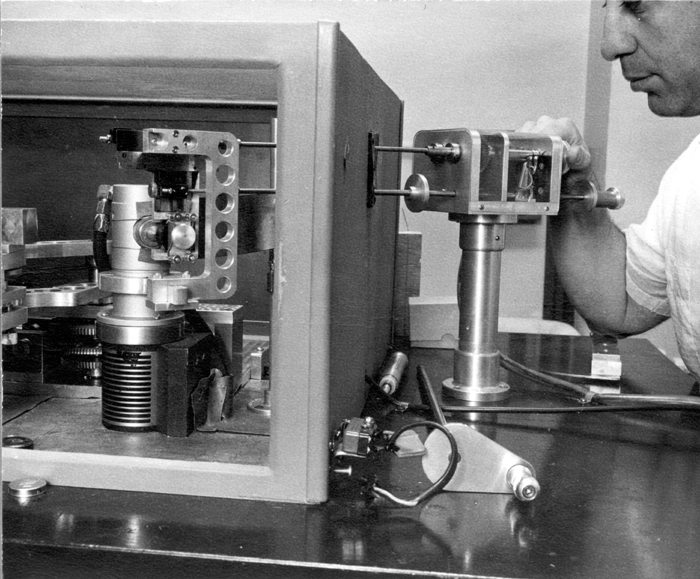
Un chimiste manipule un goniomètre manuel pour l'analyse par spectrométrie de fluorescence X de monocristaux d'échantillons géologiques, US Geological Survey, 1958.

On prend un monocristal de dimensions connues et stables. Les rayons X diffractent sur ce cristal, le principe est le même que la séparation du spectre visible par un réseau (par exemple un CD). On récolte alors l'intensité du signal en fonction de la déviation 2θ du faisceau. L'énergie {\displaystyle h\cdot v} des photons diffractés avec une déviation {\displaystyle 2\theta } est donnée par la loi de Bragg: {\displaystyle 2\cdot d\cdot \sin {\theta }=n\cdot \lambda }où {\displaystyle \lambda } est la longueur d'onde de la radiation, {\displaystyle d} est la distance inter-réticulaire du plan cristallin diffractant, et {\displaystyle n} est un nombre entier appelé « ordre de diffraction », ainsi que par la loi de Planck: {\displaystyle E=hf={\frac {hc}{\lambda }}} où {\displaystyle h} est la constante de Planck, {\displaystyle f} est la fréquence et {\displaystyle c} est la vitesse de la lumière. Ce principe fut découvert en 1912 par Max von Laue, et fut développé par W.H. et W.L. Bragg en 1915. Le principe est le même que la méthode d'analyse cristalline par diffraction de rayons X, sauf que dans ce cas-là, on a un spectre de rayons {\displaystyle X} connu et un cristal inconnu, alors qu'en analyse spectrale, on a un spectre inconnu mais un cristal connu.

### Cristaux analyseurs
Les cristaux analyseurs les plus courants sont faits de fluorure de lithium (LiF), taillé pour faire diffracter les plans (200) ou les plans (220) (LiF 200 ou LiF 220), le germanium, ainsi que des cristaux composites (multicouche).

### Détecteurs
Il existe deux types de détecteur. Pour les faibles énergies (grandes longueurs d'onde), on utilise un compteur proportionnel. C'est un compteur contenant du gaz (un mélange argon-méthane). On établit une haute tension entre un fil et la paroi du détecteur ; lorsqu'un photon pénètre dans le gaz, il provoque des ionisations, les charges créées migrent sous l'effet de la haute tension, ce qui crée des pics de courant. Les impulsions créées sont proportionnelles à l'énergie des photons (d'où le nom du détecteur), mais la précision n'est pas suffisante pour pouvoir séparer les énergies ; elle permet cependant de filtrer une partie du bruit en sélectionnant certaines hauteurs d'impulsion avec un discriminateur. Il est similaire à un compteur Geiger-Müller, mais travaillant à une haute-tension plus faible. Chaque pic de courant est appelé « coup ».
L'autre type de détecteur est un détecteur dit « à scintillation » (ou « scintillateur »). Le photon frappe un écran qui émet un photon lumineux (flash de lumière) par effet Compton, l'écran est en général en iodure de sodium dopé au thallium NaI(Tl). L'intensité lumineuse est détectée par un tube photomultiplicateur (PM) classique. Chaque flash de lumière est appelé un « coup ».
L'intensité des rayons X est exprimée en « coups », on utilise également souvent le taux de comptage en « coup par seconde » (cps). C'est une unité arbitraire. Le nombre de coups est proportionnel au nombre de photons qui passent par le détecteur.

### Spectromètre séquentiel ou simultané

Spectromètre multicanal, simultané

Spectromètre séquentiel

On distingue deux types de spectromètres :
- les spectromètres séquentiels : le cristal analyseur et le détecteur sont mobiles ; en changeant leur position, on détermine l'angle de diffraction (goniomètre) et on sélectionne ainsi la longueur d'onde observée ;
- les spectromètres simultanés ou spectromètres multicanaux : plusieurs paires de cristaux-détecteurs sont positionnées autour de l'échantillon, les positions – donc les angles – sont fixés ; ainsi, on mesure plusieurs longueurs d'onde simultanément, mais on ne peut en mesurer qu'un nombre limité, et toujours les mêmes.

Les spectromètres séquentiels ont en général une optique inversée : c'est le poids de l'échantillon qui assure le placement de la face analysée contre le masque du porte échantillon, donc la face analysée est toujours au niveau de référence. Cependant, en cas de rupture de l'échantillon, la chute risque d'endommager le tube ou bien le module d'analyse.
Les spectromètres simultanés sont en général utilisés en suivi de production : on recherche toujours les mêmes éléments et la cadence de mesure est importante. De fait, la préparation des échantillons doit être très reproductible, et l'on peut donc estimer que l'on maîtrise l'épaisseur des échantillons. De ce fait, on peut adopter une optique « directe » (le tube est au-dessus de l'échantillon), ce qui limite les conséquences en cas de rupture de l'échantillon.

### Détermination de l'intensité
Les photons d'une raie ayant tous la même longueur d'onde, la raie devrait figurer comme un « bâton » sur le spectre. Toutefois, en raison des imperfections des appareils, elles figurent sous la forme d'un pic ayant une forme de cloche (profil globalement gaussien). Certains photons de la raie sont donc détectés pour des déviations 2θ légèrement différentes de la théorie (loi de Bragg) ; pour prendre tous les photons en compte, il faut donc considérer la surface nette du pic (partie de la surface au-dessus du fond). Par ailleurs, certains photons détectés proviennent d'autres phénomènes (essentiellement diffusion Rayleigh et diffusion Compton du rayonnement du tube, et probablement Bremsstrahlung des photoélectrons), ce qui forme le bruit de fond.
Dans le cas de l'analyse dispersive en énergie, la forme du pic est entièrement déterminée par l'optique (notamment les collimateurs et la cristal analyseur), elle est donc identique pour des conditions de mesure données. Ainsi, la hauteur nette est proportionnelle à la surface, et l'on peut donc utiliser la hauteur nette pour déterminer l'intensité. Ceci peut se faire de deux manières :
- soit on mesure le pic en balayage (scan measurement), on détermine le sommet du pic en ajustant une parabole (fitting) autour des quelques points les plus hauts (typiquement 5 ou 7 points) ; le fond est déterminé en ajustant un polynôme ;
- soit on mesure en positions fixes (fixed positions measurement) : on mesure uniquement le point situé au sommet du pic, et un ou plusieurs points pour le fond.

L'avantage des mesures en positions fixes est le gain de temps, qui permet d'avoir un rapport signal sur bruit excellent pour un temps de mesure très court. L'inconvénient de cette méthode est qu'elle est sensible aux déviations de la position du pic : dérèglement de l'appareil, variation dimensionnelle des cristaux (par exemple dilatation en cas de mauvaise climatisation de la chambre de mesure). Par ailleurs, si l'on a un élément inattendu dans l'échantillon (par exemple pollution), on peut avoir un pic à un endroit où l'on mesure le fond.
En 1989, Wil de Jongh (un employé de Philips qui fonda sa propre entreprise, Omega Data System—ODS) élabora une nouvelle méthode de mesure baptisée UniQuant, consistant à mesurer 115 points en tout et pour tout quel que soit le nombre d'éléments. L'algorithme est propriétaire, mais selon toute évidence, lorsque le programme calcule qu'un élément est absent, le point ayant servi à le mesurer est pris comme mesure de fond. Le fond est ainsi déterminé par des points discrets, en prenant en compte l'origine physique du fond et les pics d'absorption.
L'étalonnage du pic passe par 0 (la hauteur nette du pic doit être nulle lorsque l'élément est absent). On constate toutefois dans certains cas une ordonnée à l'origine :
- soit due à une interférence : un élément différent émet une raie proche en énergie, et l'on a omis de corriger cet effet ;
- soit due à un problème de préparation : une partie de l'élément disparaît lors de la préparation (par exemple se volatilise ou bien reste « adsorbé » sur la vaisselle), ou bien la préparation apporte une pollution en élément (par exemple lors du broyage) ;
- soit due à une fluorescence interne de l'appareil (par exemple, les lames de cuivre du collimateur émettent un signal propre au cuivre).

Lorsque l'on mesure toujours le même type d'échantillon (par exemple cas du suivi de production), on peut estimer que le bruit de fond est toujours constant. On peut donc se contenter de mesurer uniquement le sommet et de travailler en hauteur brute de pic ; l'étalonnage présente alors une ordonnée à l'origine correspondant à ce fond. Cette méthode est celle utilisée dans les appareils multicanaux simultanés.